# Lecane nigeriensis
Lecane nigeriensis är en hjuldjursart som beskrevs av Segers 1993. Lecane nigeriensis ingår i släktet Lecane och familjen Lecanidae. Inga underarter finns listade i Catalogue of Life.